# Бобровка (приток Бартемки)
Бобровка — река в России, протекает в Верхнекамском и Омутнинском районах Кировской области. Устье реки находится в 9,2 км по левому берегу реки Бартемка. Длина реки составляет 11 км.
Исток реки находится в болотах в 6 км юго-восточнее посёлка Черниговский и в 25 км к юго-западу от города Кирс. Река течёт на восток, всё течение лежит в ненаселённом заболоченном лесу.

## Данные водного реестра
По данным государственного водного реестра России относится к Камскому бассейновому округу, водохозяйственный участок реки — Вятка от истока до города Киров, без реки Чепца, речной подбассейн реки — Вятка. Речной бассейн реки — Кама.
По данным геоинформационной системы водохозяйственного районирования территории РФ, подготовленной Федеральным агентством водных ресурсов:
- Код водного объекта в государственном водном реестре — 10010300212111100030160
- Код по гидрологической изученности (ГИ) — 111103016
- Код бассейна — 10.01.03.002
- Номер тома по ГИ — 11
- Выпуск по ГИ — 1